# Íñigo de Aranzadi y Cuervas-Mons
Íñigo Xavier de Aranzadi y Cuervas-Mons (Pamplona, 1922-Madrid, 2003). Ingeniero agrónomo, periodista, escritor, académico. Realizó una intensa labor como etnólogo y recopiló meticulosamente el arte, las tradiciones y la oratura fang durante su estancia en el continente africano. Africanista de gran prestigio, es considerado uno de los fundadores de los modernos Estudios Africanos en España.

## Biografía
Íñigo Xavier de Aranzadi y Cuervas-Mons nació en Pamplona en 1922 y falleció en Madrid en 2003. Marqués de la Gándara Real (Dos Sicilias), estuvo casado con María Luisa Pérez de Arenaza y Salazar de Gurendes, Marquesa de la Gándara Real y Castro de Monterol (Dos Sicilias), con quien tuvo seis hijos: Isabela de Aranzadi, María Luisa, Hernando, Íñigo Miguel, Marta y Leticia. Fue perito agrícola, se licenció en Periodismo y Ciencias de la Imagen Visual y Auditiva por la Universidad Complutense de Madrid y se diplomó en Genealogía, Heráldica y Derecho Nobiliario por el Instituto Salazar y Castro del Consejo Superior de Investigaciones Científicas de Madrid. A partir de 1949 se traslada como oficial de Caballería en el ejército de Marruecos, donde vive dos años, y posteriormente se traslada a la actual Guinea Ecuatorial como funcionario del gobierno General de la provincia de Río Muni, donde permanece durante diecisiete años. Durante su estancia en África realiza una intensa actividad como ingeniero agrícola y periodista, estudia la lengua y las culturas de Guinea y aprende la lengua fang, superando el examen de lenguas indígenas. En paralelo a su trabajo, desarrolla su vocación como escritor, especialmente con obras relacionadas con sus vivencias en África. Publica en las revistas Al-Motamid y Manantial. Escribe los poemarios Historia de una primavera, Montaña del recuerdo, Voz del paisaje y Mientras despierta la noche; poemas en Marruecos (Madrid, Ediciones Jura, 1950); y narrativas como Historias del bosque fang (1962), novela que aparece en Selecciones de Plaza&Janés. En el bosque Fang (1981) y El tambor (1990). Fue Premio "Doncel de cuentos hispanoamericanos" en 1966.
Fue Redactor Jefe de los Servicios Informativos de TVE y Jefe del Gabinete de Prensa del Ministerio de Agricultura. Durante su estancia en Guinea Ecuatorial, fue crítico de cine en el periódico Ébano, dirigió el periódico Potopoto y la emisora de Radio Ecuatorial, ambos en Bata, y de la revista Ager de la Dirección de Agricultura en Guinea. Fundó y presidió el Instituto de Buenas Letras y Tradiciones Orales de Río Muni y fue Cronista Oficial de la ciudad de Bata. Escritor, ensayista, etnólogo e historiador, recopiló meticulosamente el arte, las tradiciones y la oratura fang. Dedicó especial atención a la zona de los Ntumu, a la que dedicó varias obras y en la que incluso fue adoptado por la tribu Esatop con el nombre de «Dseé Eto».
Llegó a reunir en sus viajes la más extensa y completa colección existente de objetos de la cultura fang, que expuso en Madrid (Casa de Vacas) y Vitoria (Fundación Caja Vital Kutxa África) en el Homenaje a Manuel de Iradier de 1998, cuidando personalmente la edición de sus catálogos.
Fue miembro del Instituto de Estudios Africanos del CSIC, del Internacional African Institute de Londres, del Instituto Claretiano de Africanistas y de la Société des Africanistes de París. Fue uno de los principales impulsores de los Estudios Africanos en España, socio fundador, secretario general y miembro de todas las Juntas Directivas de la Asociación Española de Africanistas hasta su fallecimiento en 2003.
Fue académico correspondiente (1963) en Río Muni de la Real Academia Española, así como académico de la Real Academia de la Historia y de la Real Academia de Bellas Artes de San Fernando. Desde el 21 de octubre de 1988 ingresó como numerario (1988) de la Real Academia Matritense de Heráldica y Genealogía. Como genealogista publicó diversos trabajos en la revista Hidalguía.
Y también fue caballero de la Orden de Malta y fue Gentilhombre de su Santidad el Papa.

## Condecoraciones y reconocimientos
- Caballero de la Orden de Malta.
- Comendador de la Orden de San Gregorio Magno.
- Caballero Divisero Hijodalgo del Antiguo e Ilustre Solar de Tejada.
- Medalla de Oro al Mérito en el Trabajo.
- Comendador de número de la Orden de Isabel la Católica.
- Comendador con placa de la Orden de Alfonso X el Sabio.
- Cruz de honor de la Orden de San Raimundo de Peñafort.
- Comendador de la Orden Civil de África.
- Comendador de número de la Orden Civil de la Beneficencia.
- Gran Cruz de la Legión de Honor de la Cruz Roja Mexicana.
- Medalla al Mérito Agrícola.
- Medalla [Medalla Militar] Individual.
- Medalla de Oficial de la Orden de las Palmas Académicas de Francia.

En honor a su memoria, se han celebrado varios actos académicos:
- Homenaje a Íñigo de Aranzadi. Asociación Española de Africanistas, Madrid, 2003.[9]
- Exposición "Cuentos de África.Cultura Fang". Casa de Cultura de Villalba. Asociación Íñigo de Aranzadi. 2005.
- Exposición "Cuentos de África. Estampas poéticas de Guinea Ecuatorial". Madrid, 2013.[10]
- Homenaje a Íñigo de Aranzadi. El poeta de los bosques. Asociación Española de Africanistas, Madrid, 2013.[11]

## Publicaciones de Íñigo de Aranzadi

### 1)	Obras sobre África y Poesía.
Aranzadi, Íñigo de (1950). Mientras despierta la noche. Editorial Mensajes, Madrid.
Aranzadi, Íñigo de (1957).”Etnología Pamue”, Presentación de Don Gerardo Diego, Archivos del Instituto de Estudios Africanos 40, C.S.I.C., Madrid, pp. 35-42.
Aranzadi, Íñigo de (1957).”Tradiciones orales del Bosque Fang”, Archivos del Instituto de Estudios Africanos 41, C.S.I.C., Madrid, pp. 61-77.
Aranzadi, Íñigo de (1964).”Guinea Ecuatorial”, en La España de cada provincia, Publicaciones españolas, Madrid, pp. 291-310.
Aranzadi, Íñigo de (1964). “Guinea Ecuatorial, la España de cada provincia”. Separata de La España de cada provincia, Publicaciones españolas, Madrid.
Aranzadi, Íñigo de (1965). “Esono Mon Obuk”, La Guinea Española 1595, Santa Isabel, septiembre 1965, pp. 249-256.
Aranzadi, Íñigo de (1987). Viajero de Lejos. Editorial Rara Avis 1987.
Aranzadi, Íñigo de (1991). “Le Tambour”, Vivant Univers 391, janvier-fevrier, pp. 30-36.
Aranzadi, Íñigo de (1998). Cosas del Bosque Fang. Ayuntamiento de Madrid, Junta Municipal de Retiro.
Aranzadi, Íñigo de (1998). “Cartas a las Cosas del Bosque”, Prólogo de María Nsué, en Cosas del Bosque Fang. [Cosas del Bosque Fang: Colección etnográfica de Iñigo de Aranzadi] / [Comisariado Iñigo de Aranzadi], Ayuntamiento de Madrid, Junta Municipal de Retiro, pp. 15-123.
Aranzadi, Íñigo de (1998). Cosas del Bosque Fang. Colección etnográfica de Íñigo de Aranzadi. 125 Aniversario del encuentro Stanley-Iradier en Vitoria, junio-agosto de 1998. [Cosas del Bosque Fang: Colección etnográfica de Iñigo de Aranzadi] / [Comisariado Iñigo de Aranzadi], Fundación Caja Vital Kutxa Fundazioa, Diputación Foral de Álava, Vitoria.
Aranzadi, Íñigo de (1999). La Adivinanza en la zona de los Ntumu. Tradiciones orales del Bosque Fang. [Primera Edición: Instituto de Estudios Africanos, C.S.I.C., Madrid, 1962], Casa de África, SIAL Ediciones, Madrid.
Aranzadi, Íñigo de (1999). “Gabriel hace historia de los brujos. En la casa de la palabra de Mongomongoc”. Separata del libro Estampas y Cuentos de la Guinea Española. Clan Editorial, Madrid.
Aranzadi, Íñigo de (1999). “Esono Mon Obuk”, en “Gabriel hace historia de los brujos. Separata del libro Estampas y Cuentos de la Guinea Española. Clan Editorial, Madrid, pp. 19-29.
Aranzadi, Íñigo de (1999). “Gabriel hace historia de los brujos”, en Estampas y Cuentos de la Guinea Española. (Recopilación e introducción Jacint Creus y Gustau Nerín) Clan Editorial, Madrid.
Aranzadi, Íñigo de (1999). “Esono Mon Obuk”, en Estampas y Cuentos de la Guinea Española. (Recopilación e introducción Jacint Creus y Gustau Nerín) Clan Editorial, Madrid.
Aranzadi, Íñigo de (2002). El Verbo e la Carezza (El Verbo y la Caricia). I “Quaderni della Valle”. (Ed.) Lucía Coco y Emilio Coco. Levante Editori Figli di Mario Cavalli, Bari (Italia).
Aranzadi, Íñigo de (2003). Elegie nei boschi (Elegías en los bosques). (Ed.) Emilio Coco. I Quaderni di Abanico. Poeti contemporani spagnoli. (Dir. Lucía coco). Vol 38. Levante Editori, Bari.
Aranzadi, Íñigo de (2007). El Tambor. [Primera Edición: Centro Cultural Hispano-Guineano, Malabo 1990, Ilustrado por Eva Alcaide]. Editorial Apadena, Madrid.
Aranzadi, Íñigo de (2008). En el Bosque Fang. Editorial Apadena, Madrid. [Primera Edición: Editorial Plaza & Janés, Barcelona 1962, galardonada con el premio “Selecciones de Lengua Española” de Plaza y Janés; Segunda Edición, Editorial Nueva Athenas, Madrid 1981].

### 2)	Obras de investigación histórica en archivos de la Rioja y Toledo.
Aranzadi y de Cuervas-Mons, Íñigo de “Casalarreina en sus papeles y libros de Iglesia”, Hidalguía, 25 (145), 1971, C.S.I.C. pp. 849-864.
Aranzadi y de Cuervas-Mons, Íñigo de (1971). Alcaldes nobles de Casalarreina en los libros de la parroquia de San Martín (1672-1828). Instituto “Salazar y Castro” (C.S.I.C.). Hidalguía, Madrid.
Aranzadi y de Cuervas-Mons, Íñigo de (1977). “Los Hijosdalgo de Llerena”, Hidalguía, 25 (145), 1977, pp. 849-864.
Aranzadi y de Cuervas-Mons, Íñigo de (1977). “Nobles de la Villa de Anguiano en el Catastro de Ensenada”. Instituto “Salazar y Castro” (C.S.I.C.). Hidalguía, Madrid, pp. 311-329.
Aranzadi, Íñigo de (s. a.) Márqués de la Gándara Real en las Dos Sicilias. Académico Correspondiente de la Lengua. Ciudades, Villas y lugares de la Rioja en donde, por el Catastro de única contribución se asientan los apellidos empadronados en Anguiano en 1737. Instituto “Salazar y Castro” (C.S.I.C.). XXV años de la Escuela de Genealogía, Heráldica y Nobiliaria, Madrid, pp. 51-73.
Aranzadi, Íñigo de (1978), Académico c. de la Lengua, de la Historia y de Bellas Artes. “Hidalgos de Illescas”. Aparte de Estudios Genealógicos, Heráldicos y Nobiliarios, en honor de Vicente de Cadenas y Vicent, con motivo del XXV aniversario de la revista Hidalguía, Madrid, pp. 63-70.
Aranzadi, Íñigo de (1983). “Catastros viejos, padrones vivos. Murillo de río Leza”. Aparte de la Revista Hidalguía, Instituto “Salazar y Castro” (C.S.I.C.), Madrid, pp 935-945.
Aranzadi, Íñigo de (s. a.). “Número de vecinos de la Rioja por los estados noble y general.” Aparte de la Revista Hidalguía, Instituto “Salazar y Castro” (C.S.I.C.), Madrid, pp. 257-271.